# Gmina Silkeborg
Gmina Silkeborg (duń. Silkeborg Kommune) – gmina w Danii w regionie Jutlandia Środkowa.
Gmina powstała 1 stycznia 2007 roku na mocy reformy administracyjnej z połączenia gmin Gjern, Kjellerup, Them i poprzedniej gminy Silkeborg.
Siedzibą władz gminy jest miasto Silkeborg.